# Monte Chomolhari
El monte Chomolhari o Jomolhari (en tibetano: ཇོ་མོ་ལྷ་རི, wylie: jo mo lha ri; en chino simplificado, 绰莫拉日峰; pinyin, Chuòmòlārì Fēng) también conocido como «la novia del Kangchenjunga», es una montaña del Himalaya,  ubicada en la frontera entre el condado de Yadong, en el Tíbet, y el distrito de Timbu, Bután. Tiene una altitud de 7326 m (79.º del mundo) y su cara Norte se eleva a más de 2700 m sobre las áridas llanuras. La montaña es el origen del río Paro (Paro Chhu), que fluye desde el lado sur, y el Amo Chhu, que fluye desde el lado norte.

## Importancia religiosa
La montaña es un lugar sagrado para los budistas tibetanos, quienes creen que es la morada de una de las Cinco Hermanas Tsheringma; «jo mo tshe ring mched Inga» - diosas protectoras femeninas (Jomo) del Tíbet y Bután, que fueron obligadas bajo juramento por Padmasambhava a proteger la tierra, la fe budista, y a la gente local.
Del lado butanés está el templo Chomolhari, hacia el lado sur de la montaña a medio viaje de camino desde un puesto avanzado del ejército, entre Thangthangkha y Jangothang, a una altitud de 4150 m. Los practicantes religiosos y peregrinos que visitan el monte Chomolhari se quedan en este templo. Existen más lugares sagrados cerca del templo Chomolhari, incluyendo la cueva de meditación de Milarepa y Gyalwa Lorepa. A una hora a pie del templo, a una altitud de 4450 m, está el Tsheringma Lhatso, el «lago del espíritu» de Tsheringma.
En el Tíbet parte una peregrinación anual desde Pagri al lago sagrado Jomo Lharang, que está a una altitud de 5100 m al norte de la montaña.

## Historial de ascensiones
Debido a que el Chomolhari era un sitio sagrado y hogar de deidades, la gente que vivía en las cercanías tenía la creencia de que era imposible de escalar, y aquellos que escalaran muy alto serían arrojados cuesta abajo.
A pesar de su notoriedad y su espectacular vista desde la vieja ruta comercial entre India y Lhasa, que pasa por el valle de Chumbi, la montaña ha tenido poca actividad de escalada. Era conocida por los escaladores que iban de paso al Everest, y fue explorada por el geólogo inglés Noel Odell, en 1924. En 1937, le fue expedido un permiso, tanto por «los tibetanos» como por el «marajá de Bután», para escalar la montaña sagrada a una expedición británica liderada por Freddie Spencer Chapman. Aunque no se conocen negativas a solicitudes anteriores, Chapman creía que esa era la razón por la que la montaña permanecía sin ser escalada hasta 1937. Seis porteadores acompañaron al equipo de cinco escaladores desde Pagri, cruzando el paso Sur La hacia Bután. Chapman y el sherpa Pasang Dawa Lama alcanzaron la cima por la vía del espolón Sudeste, el 21 de mayo de 1937.
La segunda ascensión fue el 24 de abril de 1970, siguiendo la misma ruta, por una expedición militar indo-butanesa dirigida por el coronel Narendra Kumar. Destaca en esta ascensión la desaparición de dos escaladores y un sherpa del segundo equipo a la cumbre un día después. Dorjee Lhatoo lideró el primer equipo, acompañado de Prem Chand, en camino a la cima haciendo dos campamentos. Lathoo fue encargado de presentar una ofrenda en la cumbre por el rey de Bután para «apaciguar» a las deidades de la montaña, probablemente con una olla llena de oro, plata y piedras preciosas. Al día siguiente, el segundo equipo de tres escaladores fue visto cerca de la arista, cuando fueron cubiertos por nubes. Cuando estas se elevaron, el equipo ya no estaba. Un grupo de búsqueda encontró un lente teleobjetivo y latas de fruta en la arista. Prem Chand subió a la arista y reportó haber escuchado disparos en el hielo y hojuelas de hielo batidas, lo que le puso fin a cualquier intento de encontrar los cuerpos de los desaparecidos. Lhatoo y Prem Chand, en su camino durante su intento exitoso a la cumbre, reportaron ver mucha actividad del Ejército Popular de Liberación en la carretera Lhasa-Chumbi. La razón de las desapariciones sigue siendo un misterio. Los tres escaladores desaparecidos eran relativamente inexpertos, y Lhatoo especuló más tarde que la pendiente de la arista afilada pudiera ser el lugar del incidente. Él, un ex Gurkha, es citado por creer que la teoría de disparos es poco probable pero posible, citando la dificultad en estimar la distancia entre la arista y las posibles posiciones chinas en el lado tibetano. Prem Chand no habló públicamente del incidente. El descontento chino con Bután por la expedición y las sensibilidades en Nueva Delhi, derivaron en un completo silencio informativo de lo que de otro modo hubiera sido una notable escalada india.
La tercera ascensión fue hecha en 1996 por una expedición chino-japonesa, que alcanzó el collado Sur del lado tibetano, y escalaron el pico sobre la arista Sur. El 7 de mayo de 2004, los escaladores británicos Julie-Ann Clyma y Roger Payne alcanzaron la cima por la vía del collado Sur a 5800 m en un solo día, después de varios intentos frustrados de escalar el impresionante pilar Noroeste por fuertes vientos.
En octubre de 2006, un equipo esloveno de seis personas escaló por dos nuevas rutas, registrando así la quinta y sexta ascensiones. Los escaladores Rok Blagus, Tine Cuder, Samo Krmelj y Matej Kladnik tomaron el corredor Izquierdo de la cara Norte hacia la Arista Este (a 7100 m), desde donde siguieron la arista hacia la cima, mientras que Marko Prezelj y Boris Lorencic escalaron la arista Noroeste en un viaje de seis días. Esta escalada le valió a Prezelj y a Lorencic el Piolet de oro en enero de 2007.

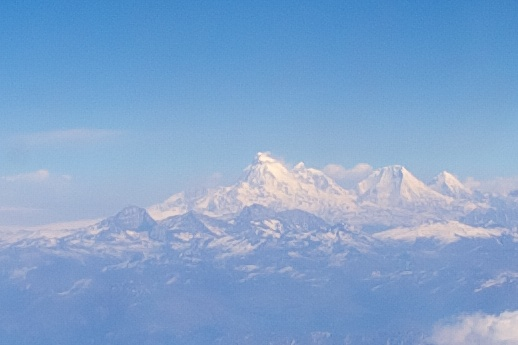
El Chomolhari visto desde un vuelo Katmandú-Paro
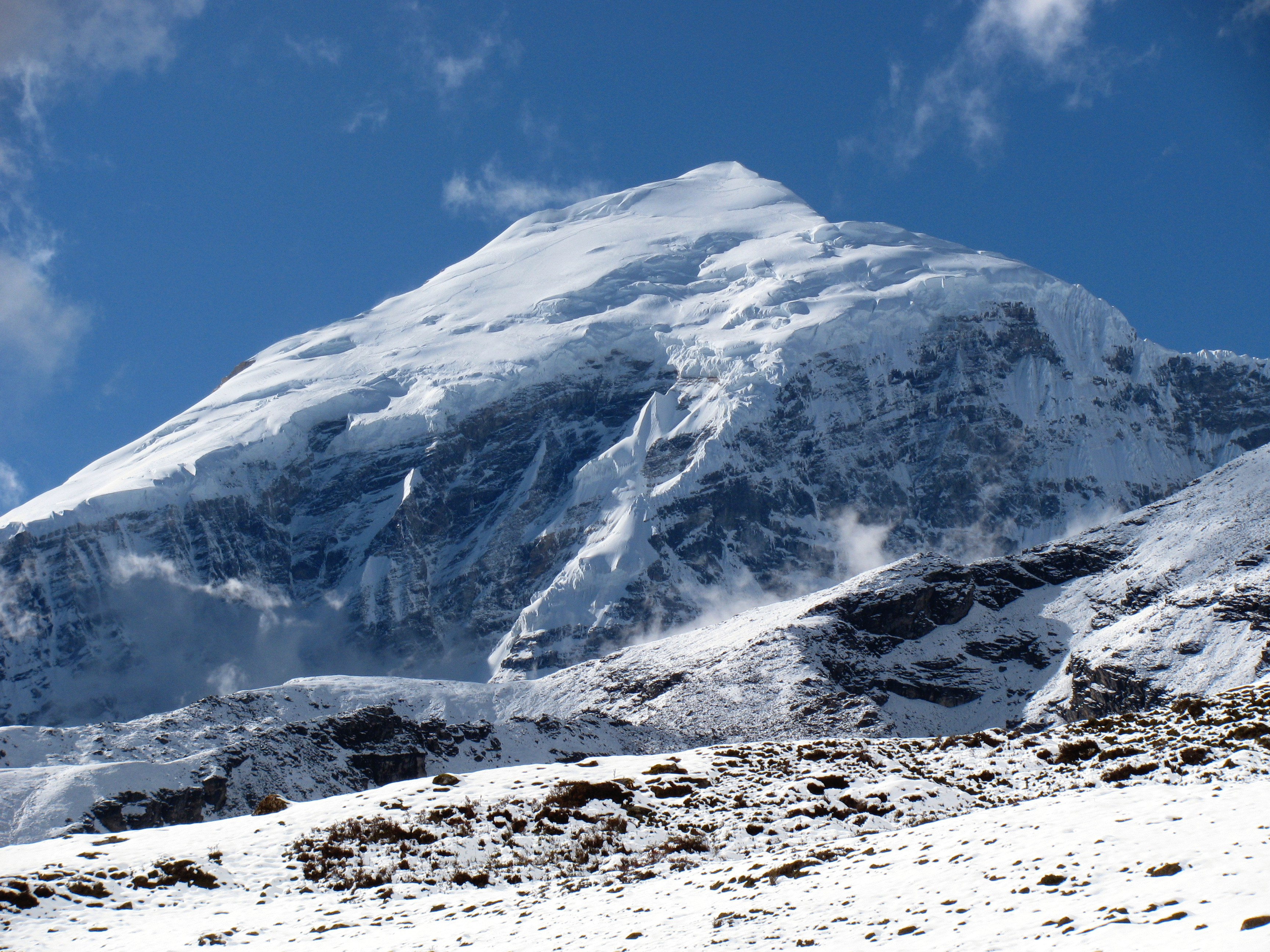
El Chomolhari visto desde el paso cercano Neleyla La
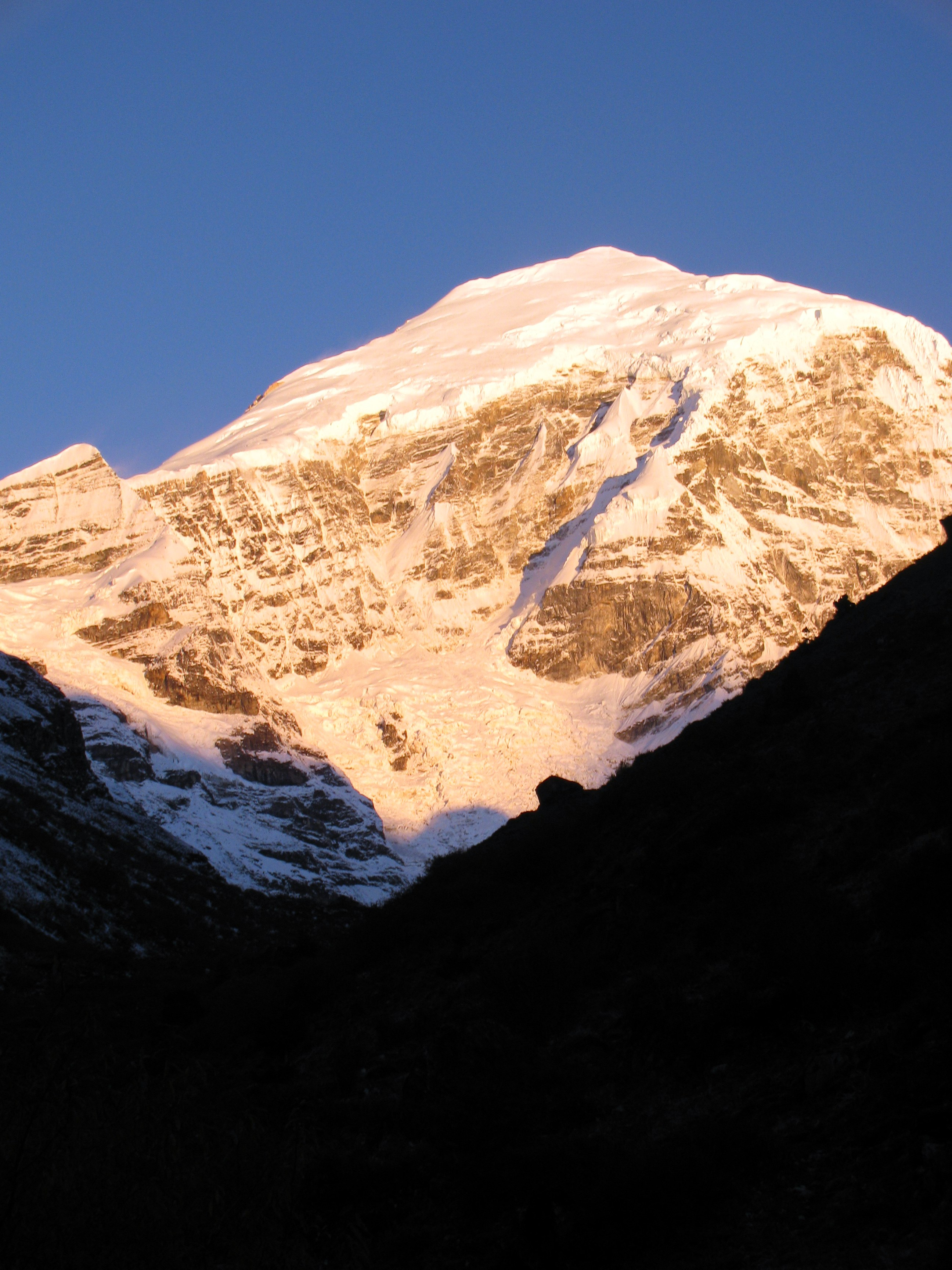
El Chomolhari al amanecer desde Jangothang, Bután
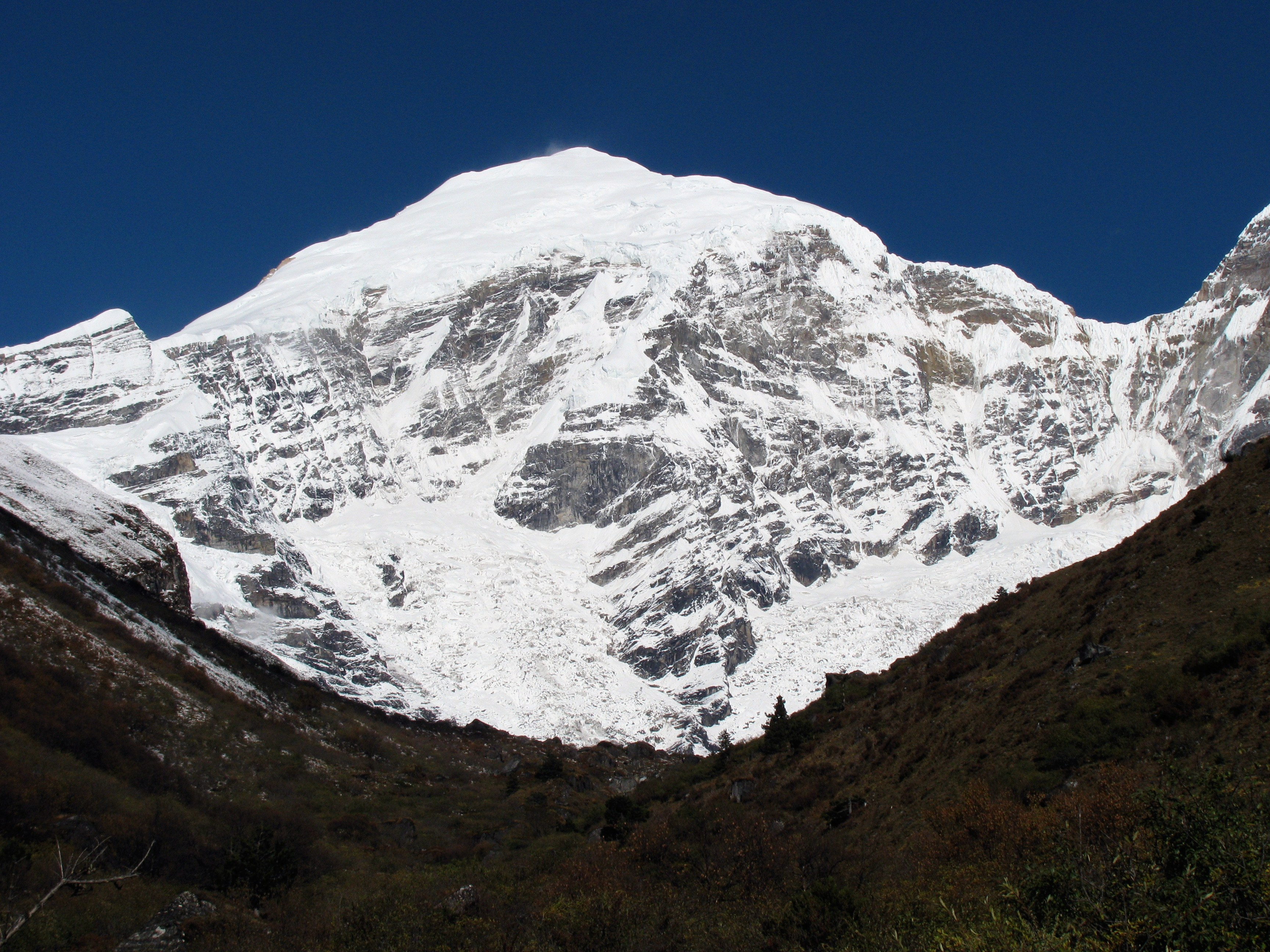
El Chomolhari desde Jangothang
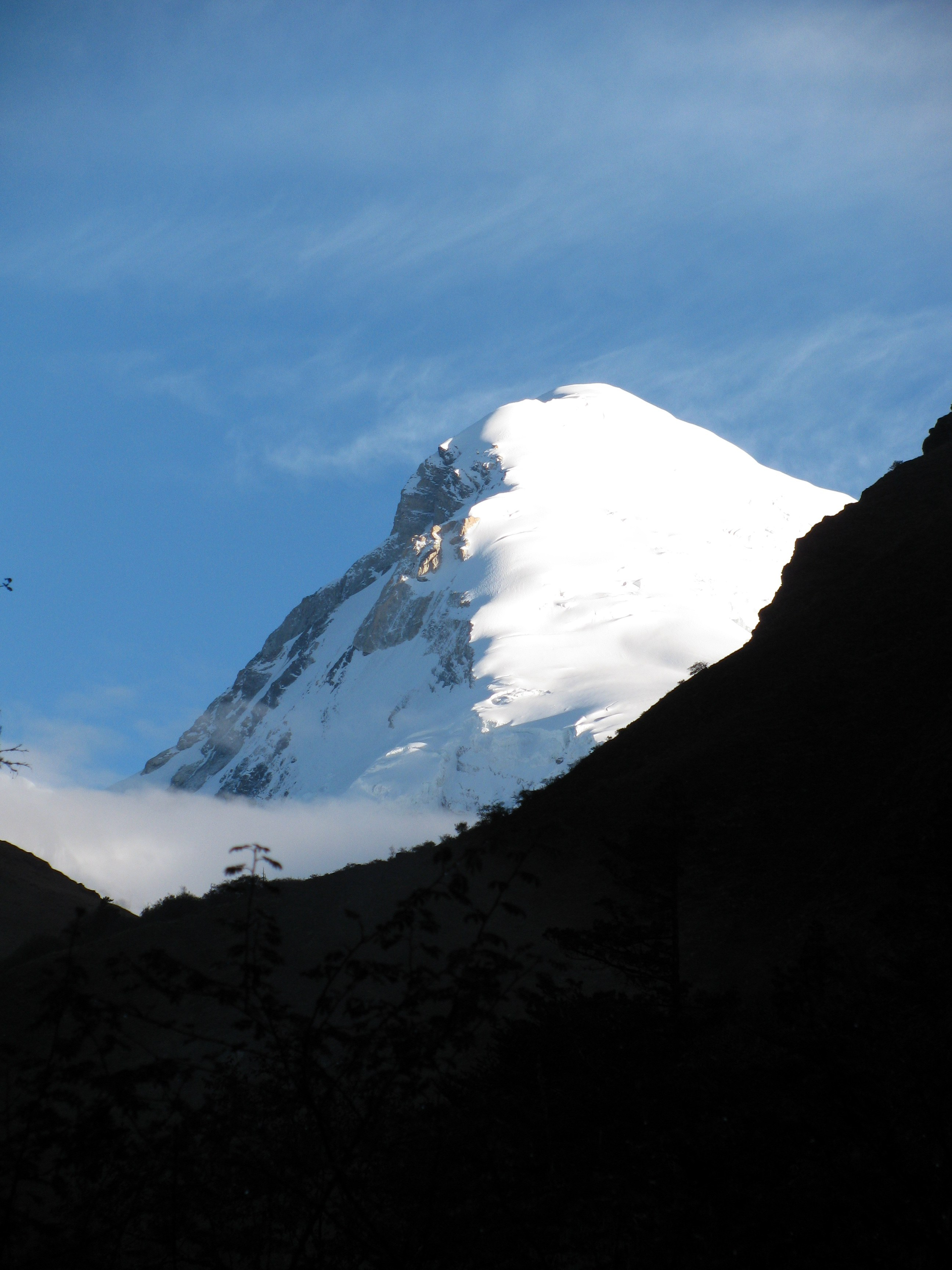
El Chomolhari al amanecer desde el campamento Thangthangkha

## Galería de imágenes históricas

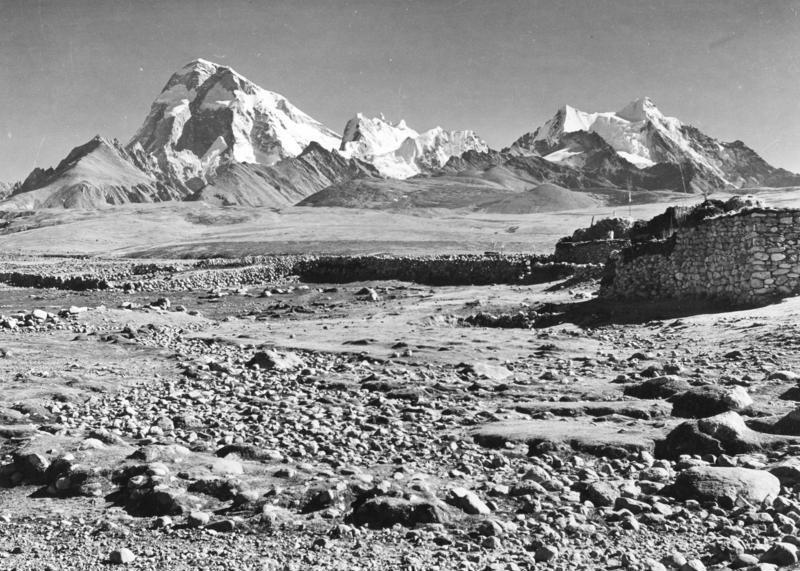
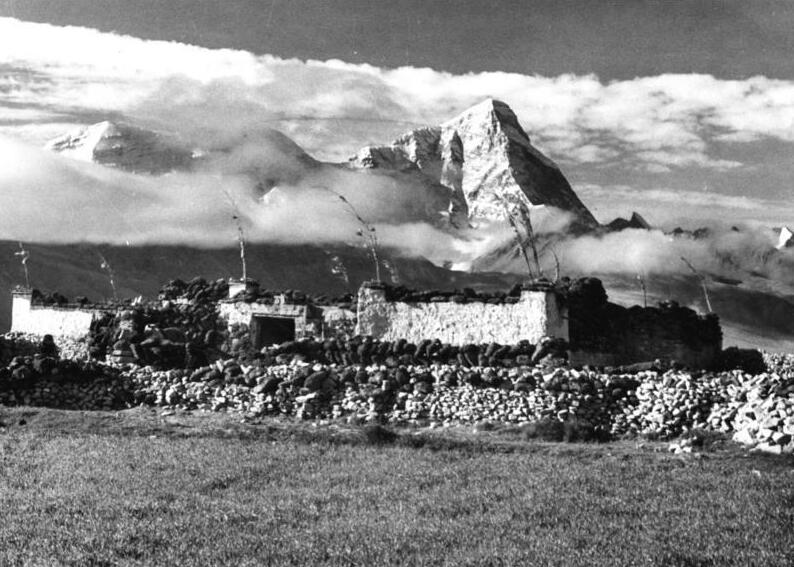
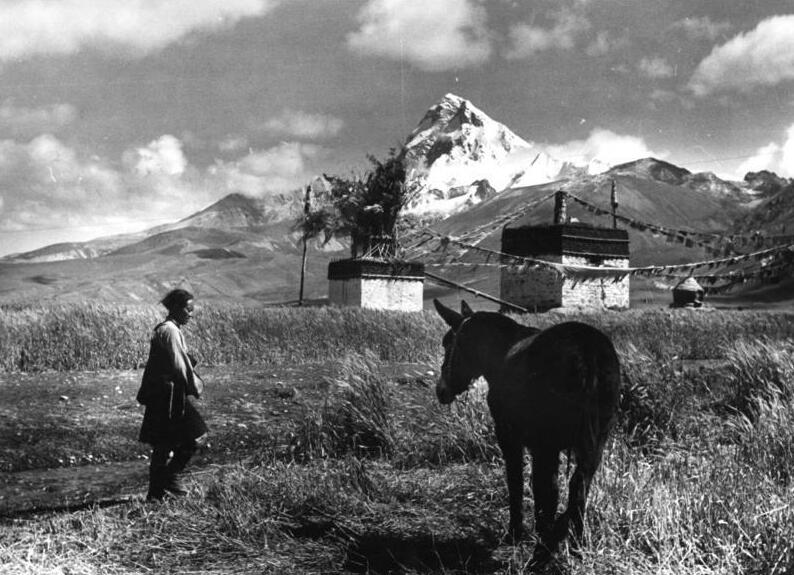
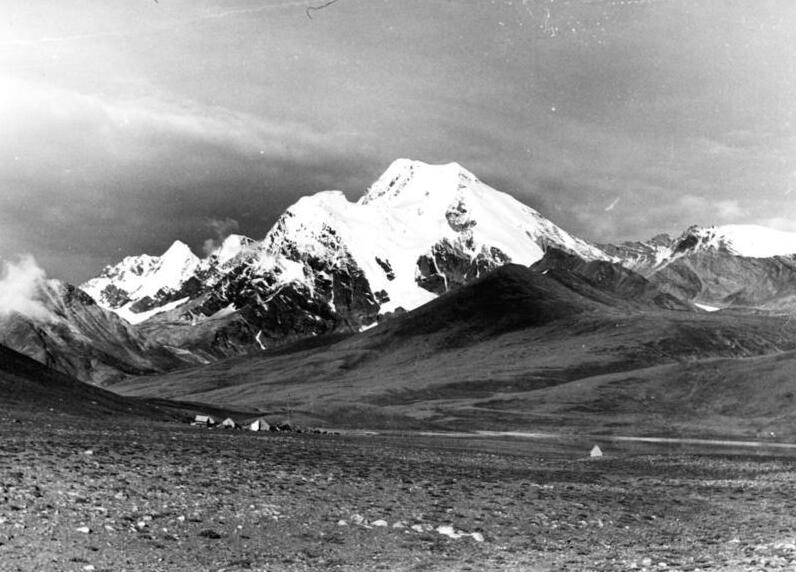